# Nikon F-301
Die Nikon F-301 ist eine Spiegelreflexkamera, die der japanische Fotoapparathersteller Nikon von 1985 bis 1990 produzierte. In den USA und Kanada wurde sie als N2000 verkauft.

## Beschreibung

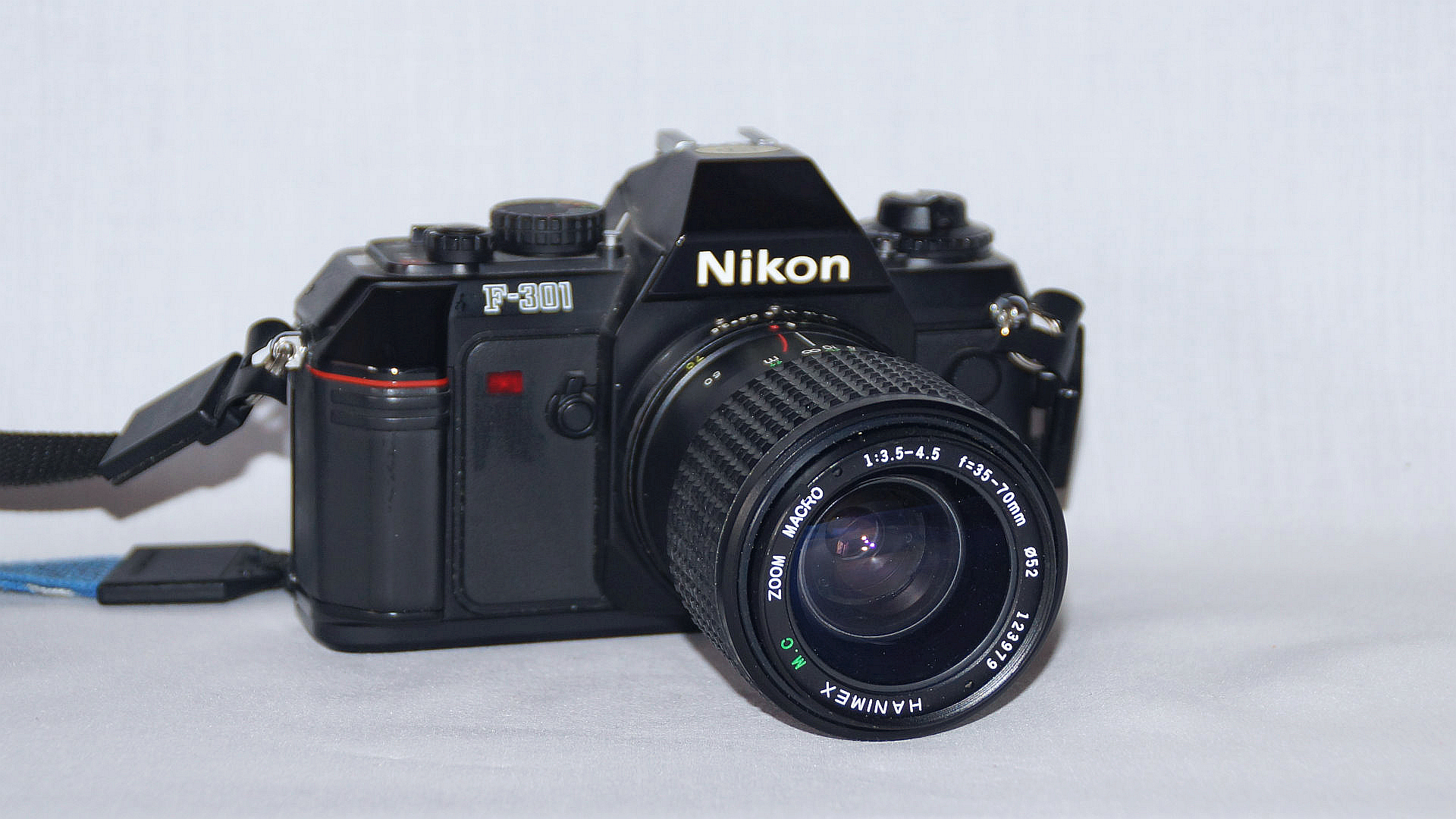
Nikon F-301 mit Makro-Zoom

Die einäugige Kleinbildkamera ist für 35-mm-Filme in einem Aufnahmeformat von 24 mm × 36 mm ausgelegt und verfügt über einen automatischen Filmvorschub. Der eingebaute elektrische Antrieb ermöglicht neben dem Einzelbildmodus erstmals für Nikon einen Modus für Serienfotografie, 2,5 Bilder pro Sekunde sind möglich. Zurückgespult wird der Film manuell über eine Rückspulkurbel.
Die Filmempfindlichkeit der Spiegelreflexkamera (engl. Single lens reflex (SLR)) kann manuell oder automatisch (über DX-Kodierung) von ISO 12 bis ISO 3200 eingestellt werden. Die Belichtungsmessung erfolgt über eine SPD (engl. silicon photo diode)-Fotozelle mittels Integralmessung mit Mittenbetonung und einer Gewichtung von 40:60, eine zweite SPD-Zelle im Kameraboden ist für die TTL-Blitzmessung zuständig. Eine LED-Kette im Sucher zeigt die ermittelte Verschlusszeit an.
Die F-301 wird von vier Microzellen (AAA) mit Strom versorgt. Nach Austausch des Batteriehalters lassen sich auch Batterien vom Typ AA verwenden.
1986 erschien mit der Nikon F-501 die erste Spiegelreflexkamera von Nikon mit gehäuseintegriertem Autofokus. Die F-501 unterscheidet sich von der F-301 durch den Autofokus, eine zusätzliche duale Programmautomatik und auswechselbare Sucherscheiben und ist ansonsten baugleich mit der F-301.